# Puhăceni
Puhăceni è un comune della Moldavia situato nel distretto di Anenii Noi di 3.775 abitanti al censimento del 2004